# Herbert Knaup

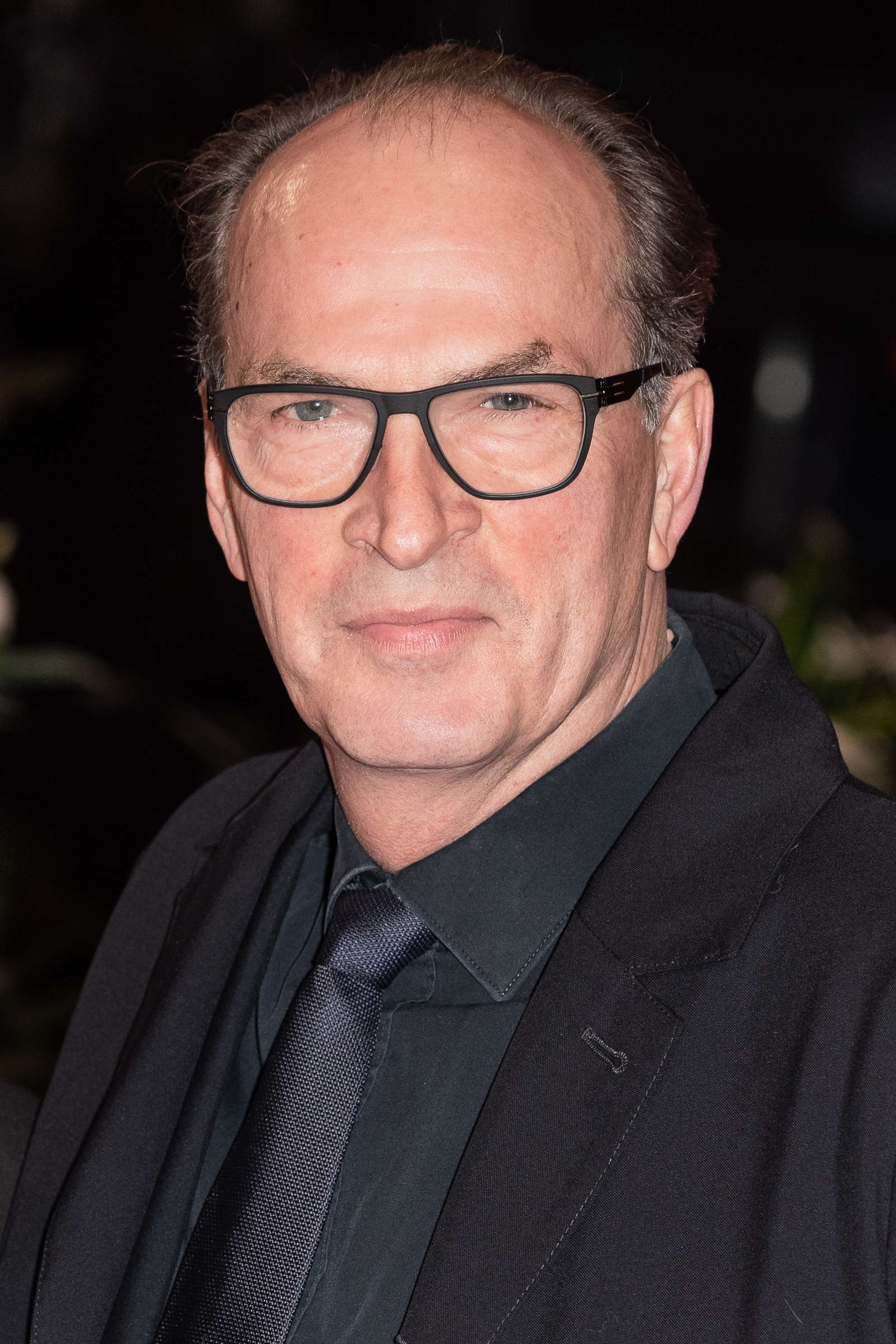
Herbert Knaup, 2020

Herbert Franz Joseph Knaup (* 23. März 1956 in Sonthofen) ist ein deutscher Schauspieler und Musiker. Seinen Durchbruch hatte er in Dominik Grafs Actionthriller Die Sieger. Bekannt wurde er zudem als Kommissar Kluftinger und als Rechtsanwalt Markus Gellert in der ARD-Fernsehserie Die Kanzlei. 

## Leben
Herbert Knaup wuchs als jüngstes von vier Geschwistern im Allgäu als Sohn von Heidi und Karl Knaup auf. Karl Knaup war Maschinenschlosser und Lawinenverbauer. Als Hobby-Jazzmusiker und begabter Gitarrist war er zeitweilig Begleitmusiker von Lale Andersen, spielte nach Feierabend regelmäßig in Kneipen und entlud seinen Frust über die abgebrochene Künstlerkarriere in aggressiven Ausbrüchen. Knaups Schwester Renate (* 1948) ist seit 1968 Sängerin der Band Amon Düül, sein Bruder Karl (* 1950) ist ebenfalls Theaterschauspieler. Herbert Knaup war in den 1970er Jahren mit dem Model und der späteren Fotografin Ellen von Unwerth liiert, lebte zwischen 1993 und 2001 mit der Schauspielerin Natalia Wörner zusammen und ist seit 2006 mit der Produzentin Christiane Lehrmann verheiratet. Er hat zwei Söhne und lebt in Berlin.

## Karriere

### Schauspiel
Nach Erwerb der mittleren Reife leistete Knaup Wehrdienst und ging dann nach München, wo er bis 1976 die renommierte Otto-Falckenberg-Schauspielschule besuchte.  Nach seiner Ausbildung zum Schauspieler machte er ein einjähriges Praktikum an den Münchner Kammerspielen. Ab 1978 stand er unter anderem in Heidelberg, Basel, Bremen und Wien auf der Bühne. Am Schauspielhaus Köln, wo er von 1990 bis 1994 fest engagiert war, spielte er 1990 in einer Bühneninszenierung von Torsten Fischer Mein Kampf (1990) den nationalsozialistischen Führer Adolf Hitler.
Sein Filmdebüt gab Knaup als junger Tommy in dem Kurzfilm Coda. 1984 war er im Tatort: Heißer Schnee als Bernhard „Carlos“ von Fiedler in einer Episodenhauptrolle zu sehen. 1994 besetzte ihn Dominik Graf in dem  Actionthriller Die Sieger in seiner ersten Filmhauptrolle als SEK-Polizist Karl Simon, die ihm den Durchbruch als Filmschauspieler brachte. Im selben Jahr wurde er für seine Rolle mit dem Bayerischen Filmpreis ausgezeichnet. In Rainer Kaufmanns Unschuldsengel verkörperte er den Hamburger Paul Hansen, der verdächtigt wird, einen jungen Mann aus dem Hamburger Rotlichtviertel getötet zu haben. Sein komödiantisches Können konnte er 1996 in Sherry Hormanns Filmkomödie Irren ist männlich als zeugungsunfähiger Anwalt Thomas Neumann an der Seite von Corinna Harfouch und Natalia Wörner zeigen. 1998 spielte er in dem vielfach preisgekrönten Thriller Lola rennt von Tom Tykwer den Vater der von Franka Potente dargestellten Protagonistin. Die Rolle brachte ihm den Deutschen Filmpreis in der Kategorie Beste männliche Nebenrolle ein.
Im Jahr 2003 spielte er in dem für den Grimme-Preis nominierten Liebesfilm Mein erster Freund, Mutter und ich aus der Reihe made by ProSieben mit. Seit September 2009 spielt Knaup die Titelrolle der Verfilmungen der Kommissar Kluftinger-Romane, die für den Bayerischen Rundfunk im Rahmen der Heimatkrimi-Reihe produziert werden. Die erste Verfilmung Erntedank verfügt noch über den Zusatz Ein Allgäu-Krimi, während alle weiteren Folgen mit dem Zusatz Ein Kluftingerkrimi gekennzeichnet sind. Für den ersten Kluftinger-Krimi erhielt er den Bayerischen Fernsehpreis als bester Schauspieler in der Kategorie „Fernsehfilm“. In der ZDF-Krimireihe Sarah Kohr übernimmt er seit 2014 die Rolle des Staatsanwalts Anton Mehringer. In der ARD-Fernsehserie Die Kanzlei verkörpert er seit 2015 an der Seite von Sabine Postel den Rechtsanwalt Markus Gellert und übernahm damit die Nachfolge von Dieter Pfaff, der bis dato den Rechtsanwalt Gregor Ehrenberg spielte.
Knaup ist Mitinitiator des im April 2006 gegründeten Bundesverbandes der Film- und Fernsehschauspieler.

### Musik
Seit 2007 existiert die Band Neffen und Knaup, die aus Herbert Knaup und seinen beiden Neffen Maurus und Magnus Fleischmann besteht. Zeitgleich zur Veröffentlichung des Albums begannen sie eine Tour durch Deutschland. Aufgenommen wurden die Lieder in Knaups Privatstudio in Erlbach, Gemeinde Weichs, im Landkreis Dachau. Die CD wurde von dem Plattenlabel Knaup Records herausgegeben, das Knaup selbst gegründet hatte. Es handelt sich nicht um ein dauerhaftes Projekt, da die beiden Neffen in den USA leben.

## Filmografie

### Kinofilme
- 1978: Coda (Kurzfilm)
- 1982: Jaipur Junction
- 1989: Wallers letzter Gang
- 1994: Die Sieger
- 1995: Schlafes Bruder
- 1996: Kriegsbilder (Warshots)
- 1996: Irren ist männlich
- 1997: Die Musterknaben
- 1997: Silber und Gold (Kurzfilm)
- 1998: Lola rennt
- 1998: Blind Date
- 1998: Jimmy the Kid
- 1998: Fever
- 1999: Die Braut
- 1999: Südsee, eigene Insel
- 1999: Framed (Kurzfilm)
- 1999: ’Ne günstige Gelegenheit
- 2000: Ein ganz gewöhnlicher Dieb – Ordinary Decent Criminal (Ordinary Decent Criminal)
- 2000: Marlene
- 2001: Annas Sommer
- 2001: Nirgendwo in Afrika (Stimme)
- 2002: Harte Brötchen
- 2003: Anatomie 2
- 2003: Lichter
- 2003: Der alte Affe Angst
- 2004: Agnes und seine Brüder
- 2004: Bergkristall
- 2004: Der letzte Flug (Kurzfilm)
- 2006: Elementarteilchen
- 2006: Das Leben der Anderen
- 2006: Kreuzzug in Jeans
- 2007: 15 Minuten Wahrheit (Kurzfilm)
- 2007: Du bist nicht allein
- 2007: Stellungswechsel
- 2008: Die Geschichte vom Brandner Kaspar
- 2010: Jerry Cotton
- 2010: Bon appétit
- 2011: Arschkalt
- 2011: In Darkness
- 2011: Hotel Desire (Kurzfilm)
- 2012: Schutzengel
- 2012: 3 Zimmer/Küche/Bad
- 2013: Das kleine Gespenst
- 2014: Irre sind männlich
- 2016: Die letzte Sau
- 2021: Träume sind wie wilde Tiger
- 2021: Die Rettung der uns bekannten Welt
- 2022: Lieber Kurt
- 2022: Einfach mal was Schönes

### Fernsehen

#### Fernsehfilme
- 1994: Unschuldsengel
- 1995: Zaubergirl
- 1995: Patricias Geheimnis
- 1995: Mit verbundenen Augen
- 1995: Kinder der Nacht
- 1996: Operation Schmetterling
- 1997: Sanfte Morde
- 1997: Vergewaltigt – Die Wahrheit und andere Lügen
- 1997: Die Friedensmission
- 1998: Schock – Eine Frau in Angst
- 1998: Zur Zeit zu zweit
- 1998: Blind Date – Flirt mit Folgen
- 2000: Gefährliche Träume – Das Geheimnis einer Frau
- 2000: Nürnberg – Im Namen der Menschlichkeit (Teil 1)
- 2000: Die Nacht der Engel
- 2001: Klassentreffen – Mordfall unter Freunden
- 2001: Die Tochter des Kommissars
- 2002: Therapie und Praxis
- 2002: August der Glückliche
- 2002: Ich bring dich hinter Gitter
- 2003: Der Aufstand
- 2003: Annas Heimkehr
- 2003: Mein erster Freund, Mutter und ich
- 2003: Der Herr der Wüste
- 2005: Margarete Steiff
- 2006: Die Ohrfeige
- 2006: Der Untergang der Pamir
- 2007: Tarragona – Ein Paradies in Flammen
- 2007: Späte Aussicht
- 2008: Augenzeugin
- 2008: Der große Tom
- 2008: Mogadischu
- 2009: Jenseits der Mauer
- 2009: Sisi (Zweiteiler)
- 2009: Der Tiger oder Was Frauen lieben!
- 2010: Eichmanns Ende – Liebe, Verrat, Tod
- 2011: Arschkalt
- 2011: Go West – Freiheit um jeden Preis (Zweiteiler)
- 2011: Schandmal – Der Tote im Berg
- 2011: Marco W. – 247 Tage im türkischen Gefängnis
- 2011: Mein eigen Fleisch und Blut
- 2011: Der Mann mit dem Fagott (Zweiteiler)
- 2011: Pilgerfahrt nach Padua
- 2012: Komm, schöner Tod
- 2012: Die Heimkehr
- 2012: Mittlere Reife
- 2012: Die Aufnahmeprüfung
- 2014: Die Zeit mit Euch
- 2014: Landauer – Der Präsident
- 2014: Glückskind
- 2015: Meister des Todes
- 2015: 600 PS für zwei
- 2015: Der Bankraub
- 2016: Das beste Stück vom Braten
- 2017: 2 Sturköpfe im Dreivierteltakt
- 2017: Toter Winkel
- 2017: Ein Sommer im Allgäu
- 2017: Die Puppenspieler (Teil 1: Aus dem Feuer)
- 2018: Hanne
- 2018: Die Auferstehung
- 2019: Eine Hochzeit platzt selten allein
- 2019: Stenzels Bescherung
- 2023: Hotel Barcelona
- 2024: Der Geier – Die Tote mit dem falschen Leben

#### Fernsehserien und -reihen
- 1984: Tatort: Heißer Schnee
- 1994: Alles außer Mord – Der Name der Nelke
- 1997: Die Gang (5 Folgen)
- 1997: Faust (Folge Abflug)
- 1998: T.E.A.M. Berlin – Unternehmen Feuertaufe
- 2000: Bella Block: Schuld und Liebe
- 2002–2006: Blond: Eva Blond! (6 Folgen)
- 2004; 2007: Der letzte Zeuge (verschiedene Rollen, 2 Folgen)
- 2005: Kanzleramt (12 Folgen)
- 2006: Unter Verdacht: Atemlos
- 2006: Kommissar Stolberg (Folge Vaterliebe)
- 2007: Doppelter Einsatz – Belinda No. 5
- 2007: Polizeiruf 110: Taubers Angst
- 2009: Erntedank. Ein Allgäu-Krimi
- 2011: Kommissarin Lucas – Gierig
- 2012: Milchgeld. Ein Kluftingerkrimi
- 2012: Polizeiruf 110: Eine andere Welt
- 2013: Seegrund. Ein Kluftingerkrimi
- 2014: Helen Dorn: Unter Kontrolle
- seit 2014: Sarah Kohr
  - 2014: Der letzte Kronzeuge – Flucht in die Alpen
  - 2018: Mord im Alten Land
  - 2019: Das verschwundene Mädchen
  - 2020: Teufelsmoor
  - 2021: Schutzbefohlen
  - 2021: Stiller Tod
  - 2024: Koma
- 2014: Tatort: Freigang
- seit 2015: Die Kanzlei
- 2016: Schutzpatron. Ein Kluftingerkrimi
- 2016: Herzblut. Ein Kluftingerkrimi
- 2017: Tatort: Tanzmariechen
- 2018: Hubert und Staller: Eine schöne Bescherung
- 2021: Blackout
- 2025: Anna und ihr Untermieter: Plötzlich Schwiegermutter

## Hörspiele (Auswahl)
- 1993: Tankred Dorst: Merlin oder das wüste Land – Regie: Walter Adler (MDR)
- 1996: James Ellroy: Die schwarze Dahlie – Regie: Walter Adler (WDR)
- 2004: Veit Heinichen: Tod auf der Warteliste – Regie: Harald Krewer (NDR)
- 2005: Thomas Kistner: Die Toten von Leticia – Regie: Walter Adler (WDR)
- 2009: Peter Meisenberg: Offene Rechnung (ARD Radio Tatort) – Regie: Claudia Johanna Leist (WDR)

## Hörbücher
- Volker Klüpfel und Michael Kobr: Erntedank, Der Audio Verlag, Berlin 2009, ISBN 978-3-89813-850-5 (1 CD, 81 Min.)
- John le Carré: Marionetten. Hörbuch Hamburg, Hamburg 2010, ISBN 978-3-86909-045-0
- Volker Klüpfel und Michael Kobr: Schutzpatron – Die Komplettlesung. Hörbuch Hamburg, Hamburg 2012, ISBN 978-3-86952-111-4

## Auszeichnungen
- 1994: Bayerischer Filmpreis, Darstellerpreis für Die Sieger
- 1999: Deutscher Filmpreis – Beste männliche Nebenrolle für Lola rennt
- 2005: Goldene Kamera – Bester deutscher Schauspieler
- 2008: Hessischer Fernsehpreis für seine Rollen in Späte Aussicht und Der große Tom
- 2010: Bayerischer Fernsehpreis als bester Schauspieler in der Kategorie „Fernsehfilm“ für seine Rolle in dem Film Erntedank
- 2010: Kulturpreis Bayern
- 2011: DIVA – Deutscher Entertainment Preis
- 2014: Bayerischer Verdienstorden